# Saat-Platterbse
Die Saat-Platterbse (Lathyrus sativus) ist eine Pflanzenart aus der Familie der Hülsenfrüchtler (Fabaceae). Saat-Platterbsen finden Verwendung als Viehfutter, Mehl aus den Hülsenfrüchten dieser Pflanze wird jedoch auch in einigen Regionen für Lebensmittel verwendet. Wildvorkommen dieser alten Kulturpflanze sind nicht bekannt.
Platterbsen sind weniger anfällig für Trockenheit als die meisten andere Nutzpflanzen und wurden deshalb oft in Notzeiten gegessen, in denen anderen Feldfrüchte kaum Ertrag brachten. Dies führte dann oft zu Vergiftungen, weil die Pflanze geringe Mengen eines Gifts enthält.

## Beschreibung

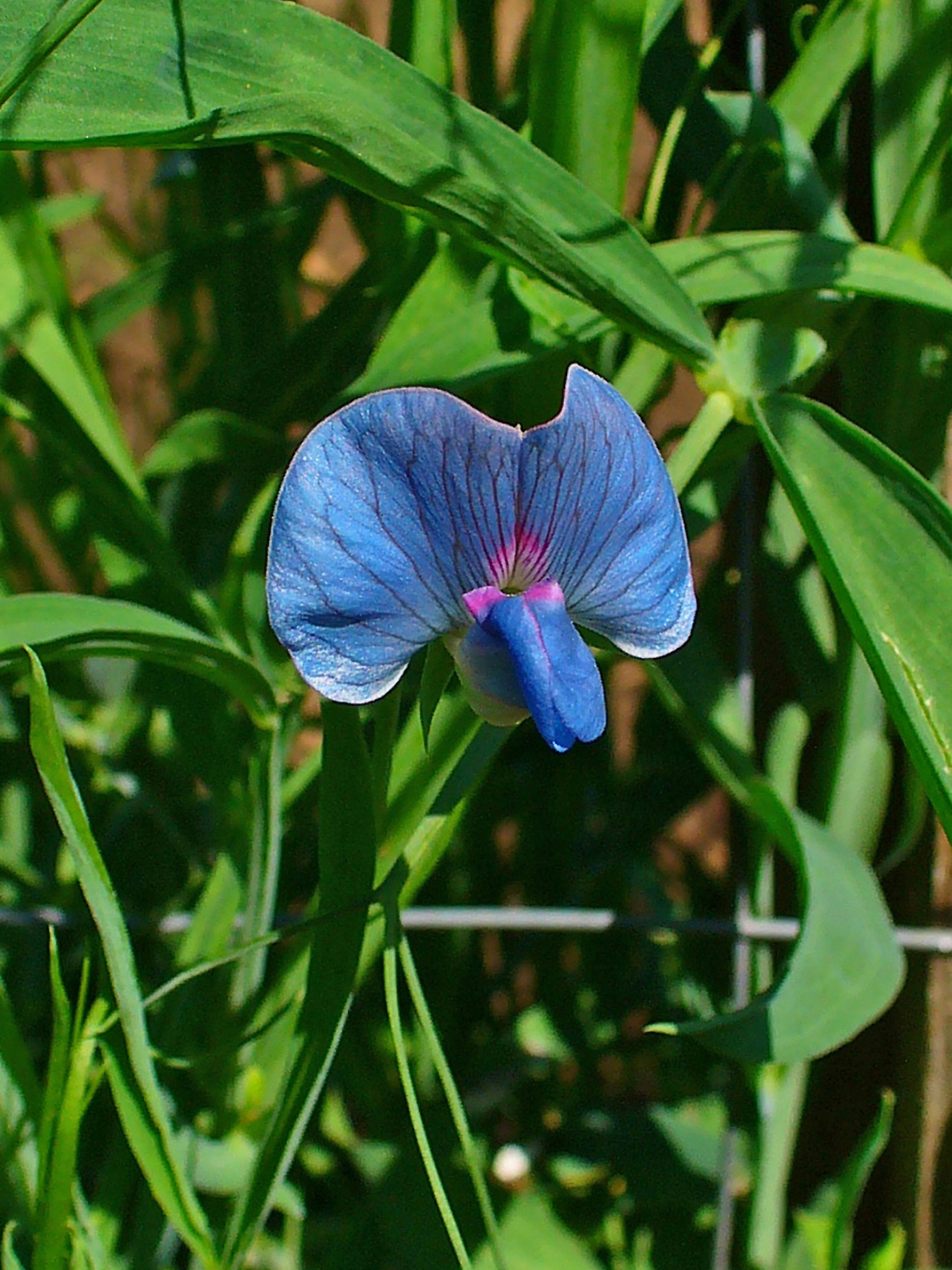
Zygomorphe Blüte

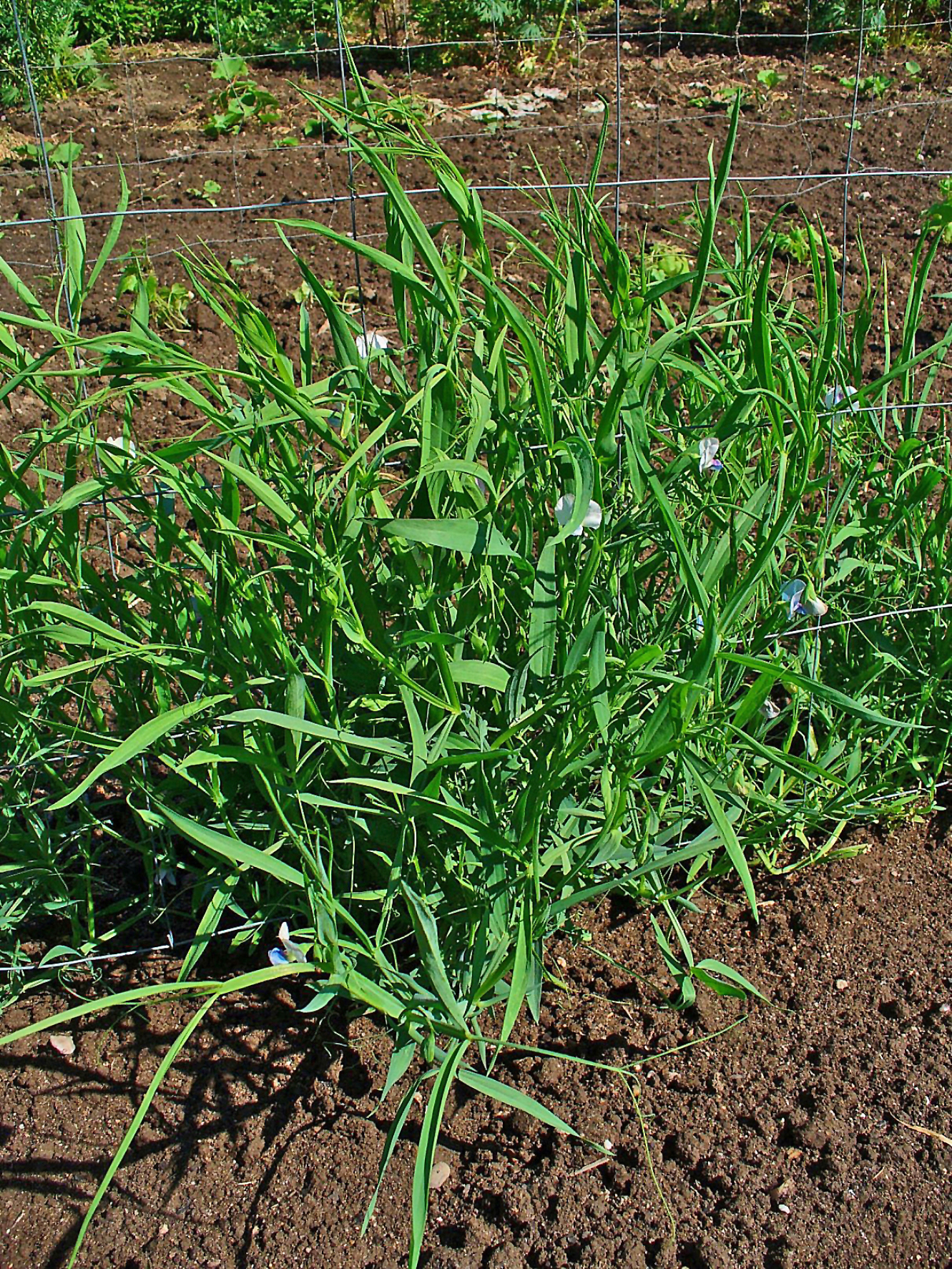
Habitus

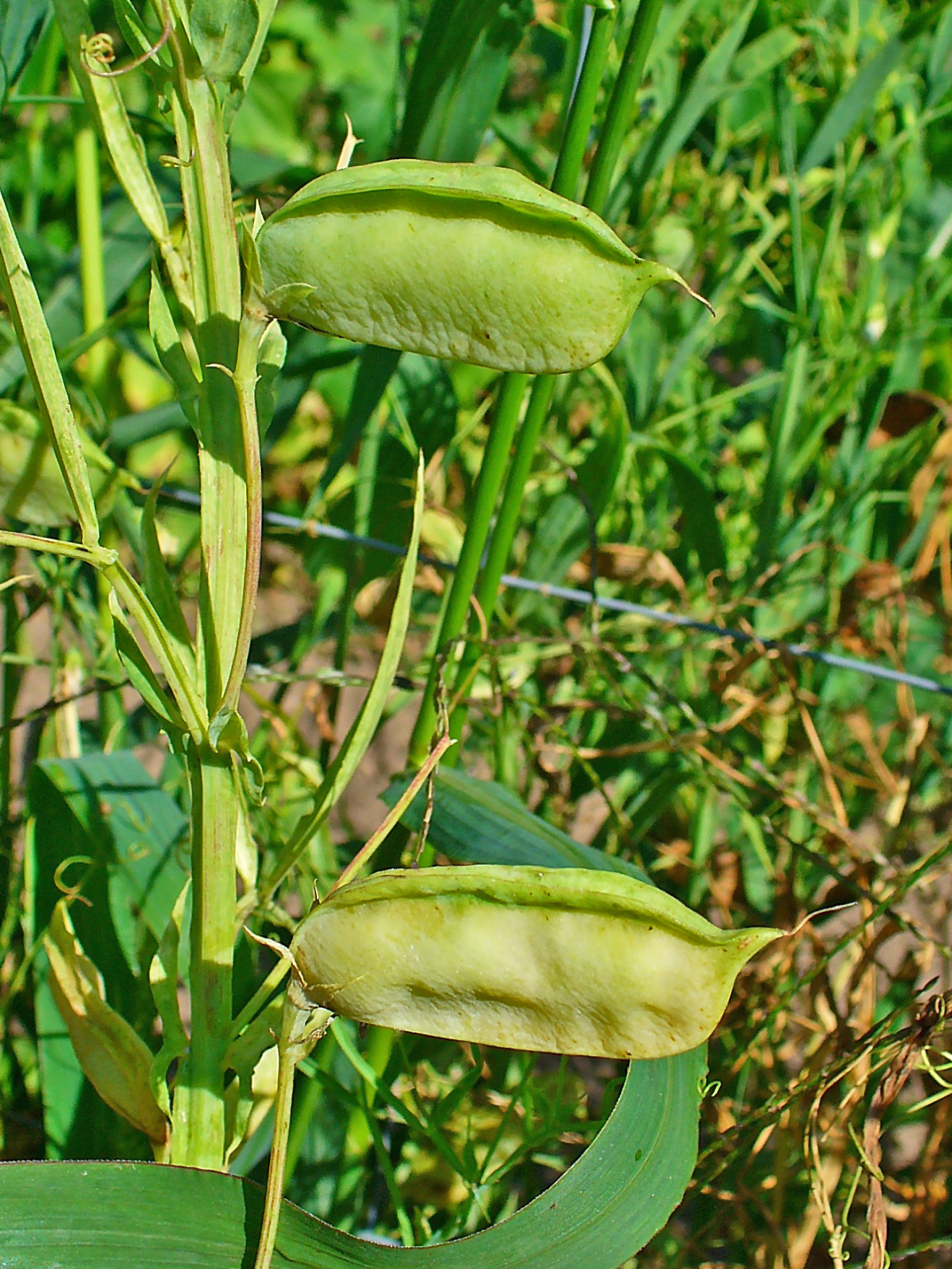
Hülsenfrüchte

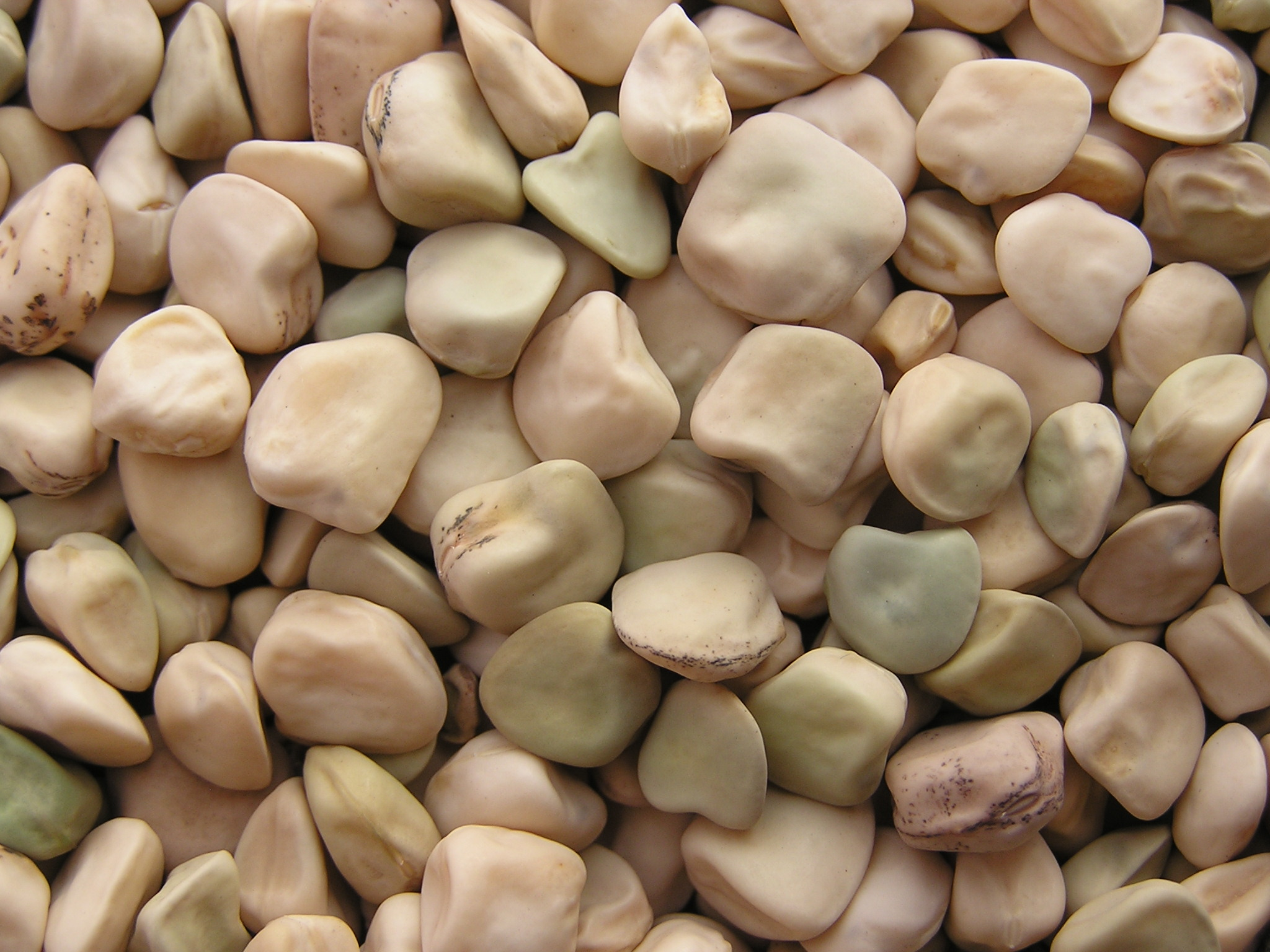
Samen

### Vegetative Merkmale
Die Saat-Platterbse ist eine einjährige Pflanze mit kräftiger Wurzel. Ihre Stängel sind niederliegend oder kletternd und werden 15 bis 60, selten 100 cm lang. Sie sind stark verzweigt, tragen 0,5 bis 1,5 mm breite Flügel und sind mit diesen 4 bis 6 mm breit. Die Blattstiele sind ebenfalls breit geflügelt (1 bis 2,5 mm). Alle Blätter besitzen ein Fiederpaar, die oberen Blätter einfache oder häufiger verzweigte Ranken. Die Fiederblättchen sind 2,5 bis 15 cm lang, 3 bis 7 mm breit, dabei mindestens 3-mal so lang wie breit. Ihre Form ist lineal-lanzettlich bis elliptisch, sie haben 5 bis 7 deutliche und mehrere dünne Längsnerven. Die Nebenblätter sind 10 bis 20 mm lang und 2 bis 5 mm breit und von lanzettlicher bis halbpfeilförmiger Gestalt.

### Generative Merkmale
Die kurz gestielten Blüten stehen in meist einzeln in reduzierten, traubigen Blütenständen. Der Blütenstandsschaft ist 3 bis 6 cm lang, überragt den Blattstiel und läuft in einer kurzen Granne aus. Das Tragblatt ist schuppenförmig.
Die zwittrigen Blüten sind zygomorph und fünfzählig mit doppelter Blütenhülle. Der Kelch ist kahl. Die Kelchzähne sind lanzettlich, untereinander fast gleich lang und zwei- bis dreimal so lang wie die kurze Kelchröhre. Die Krone ist 12 bis 24 mm lang und verschiedenfarbig: meist ist sie weiß mit bläulicher Aderung, seltener rosa oder bläulich. Flügel, Schiffchen und Griffel sind nach links gedreht, wodurch die Blüte stark asymmetrisch wird.
Die Hülsenfrucht ist bei einer Länge von 25 bis 40 mm und einer Breite von 10 bis 18 mm eiförmig bis rhombisch, flach, kahl und netznervig. Ihre Farbe ist strohfarben, sie besitzt eine zweiflügelige Rückennaht und beinhaltet zwei bis fünf Samen. Die Samen sind 7 bis 10 (selten 15) mm lang, 5 bis 9 mm breit sowie 4 bis 6 mm hoch, sind kantig und haben die Form eines Beiles. Die Samenschale ist glatt und unterschiedlich gefärbt, oft haben sie braune Flecken. Der Nabel ist elliptisch, 1,5 bis 2 mm lang.
Die Chromosomenzahl beträgt 2n = 14.

## Blütenökologie
Blütenökologisch handelt es sich um Schmetterlingsblumen mit Bürstenmechanismus. Es überwiegt die Selbstbestäubung. Fremdbestäubung erfolgt nur, wenn sich ein geeigneter Blütenbesucher mitten auf die Blüte setzt. Aufgrund der Drehung des Schiffchens können Blütenbesucher auch an der rechten Seite Nektar saugen.

## Vorkommen
Die Heimat der Saat-Platterbse liegt vermutlich im Mittelmeerraum und in Vorderasien. Wildvorkommen sind nicht bekannt. Sie ist eine alte Kulturpflanze und weit über ihr ursprüngliches Verbreitungsgebiet hinaus eingebürgert. Kislev nimmt an, dass sie im frühen Neolithikum im östlichen Balkanraum domestiziert wurde, wo archäologische Funde besonders häufig sind. Nach POWO ist die Heimat Bulgarien und das frühere Jugoslawien.
In Frankreich wurde sie bereits im Mesolithikum genutzt (Balma Abeurador). Im vorderen Orient ist sie aus Jarmo, Çayönü, Tell Ramad und Tel Qasile bekannt. In Griechenland ist sie seit dem Neolithikum nachgewiesen (Alepotrypa Höhle auf dem südlichen Peloponnes). Dort wurde sie auch in der Bronzezeit genutzt. Auch auf Sardinien ist sie seit der Bronzezeit nachgewiesen, zum Beispiel in der Höhle Monte Meana. In Ägypten wurde sie als Beigabe in Königsgräbern des Alten Reiches verwendet.
In Daskyleion wurden verkohlte Samen der Saat-Platterbse sowohl in archaischen als auch in mittelalterlichen Schichten gefunden. Auch in römischer Zeit war die Saat-Platterbse Nahrungsbestandteil. Nördlich der Alpen ist die Platterbse erst seit dem 16. Jahrhundert belegt.
Sie wächst bevorzugt auf frischen, nährstoff- und kalkreichen Lehmböden und ist auf die colline Höhenstufe beschränkt. Die ökologischen Zeigerwerte nach Landolt et al. 2010 sind in der Schweiz: Feuchtezahl F = 3w (mäßig feucht aber mäßig wechselnd), Lichtzahl L = 3 (halbschattig), Reaktionszahl R = 4 (neutral bis basisch), Temperaturzahl T = 4+ (warm-kollin), Nährstoffzahl N = 3 (mäßig nährstoffarm bis mäßig nährstoffreich), Kontinentalitätszahl K = 3 (subozeanisch bis subkontinental).

## Taxonomie
Die Saat-Platterbse wurde 1753 von Carl von Linné in Species Plantarum Band 2, Seite 730 als Lathyrus sativus erstbeschrieben.

## Nutzung
Die Samen haben einen hohen Proteingehalt, zudem fixiert die Pflanze Stickstoff in höherem Maße als andere Hülsenfrüchte.
Die Rolle der Saat-Platterbsen in der menschlichen Ernährung ist heute gering. Zu den europäischen Ländern, in denen das Mehl aus den Hülsenfrüchten gegessen wird, zählen Spanien, Portugal und Italien. In Italien wird die Saat-Platterbse zwischen der südlichen Toskana und Sizilien angebaut, meist auf kleinen Flächen zwischen 0,1 bis 0,4 ha. Die Pflanze kann auf ackerbaulich marginalem, trockenem und unfruchtbaren Land kultiviert werden und benötigt keine Herbizide oder synthetischen Stickstoff. Sie wird hier hauptsächlich als Bestandteil von Suppen gegessen. Die Platterbsen aus Giarratana im Südwesten Siziliens werden inzwischen mit geschützter Herkunftsbezeichnung als Spezialität vermarktet. Auch auf den Kanaren, in Äthiopien, Indien, Zentralasien, Bangladesh, Kaschmir, Nepal und Ostafrika wird sie angebaut. In Äthiopien werden ganze Körner oder grüne Hülsen als Zwischenmahlzeit geschätzt. Einige Bedeutung hat die Saat-Platterbse mit mehreren Kultursorten in Indien, Bangladesch und Äthiopien.
In Mitteleuropa wird die Saat-Platterbse nur noch selten als Futterpflanze (Grün- oder als Körnerfutterpflanze) angebaut. Einige Verbreitung hat sie wieder als Gründüngerpflanze gefunden. Sie ist als Körnerfrucht mit maximalen Erträgen von 2 bis 3 Tonnen pro Hektar in Europa nicht konkurrenzfähig.

## Giftigkeit

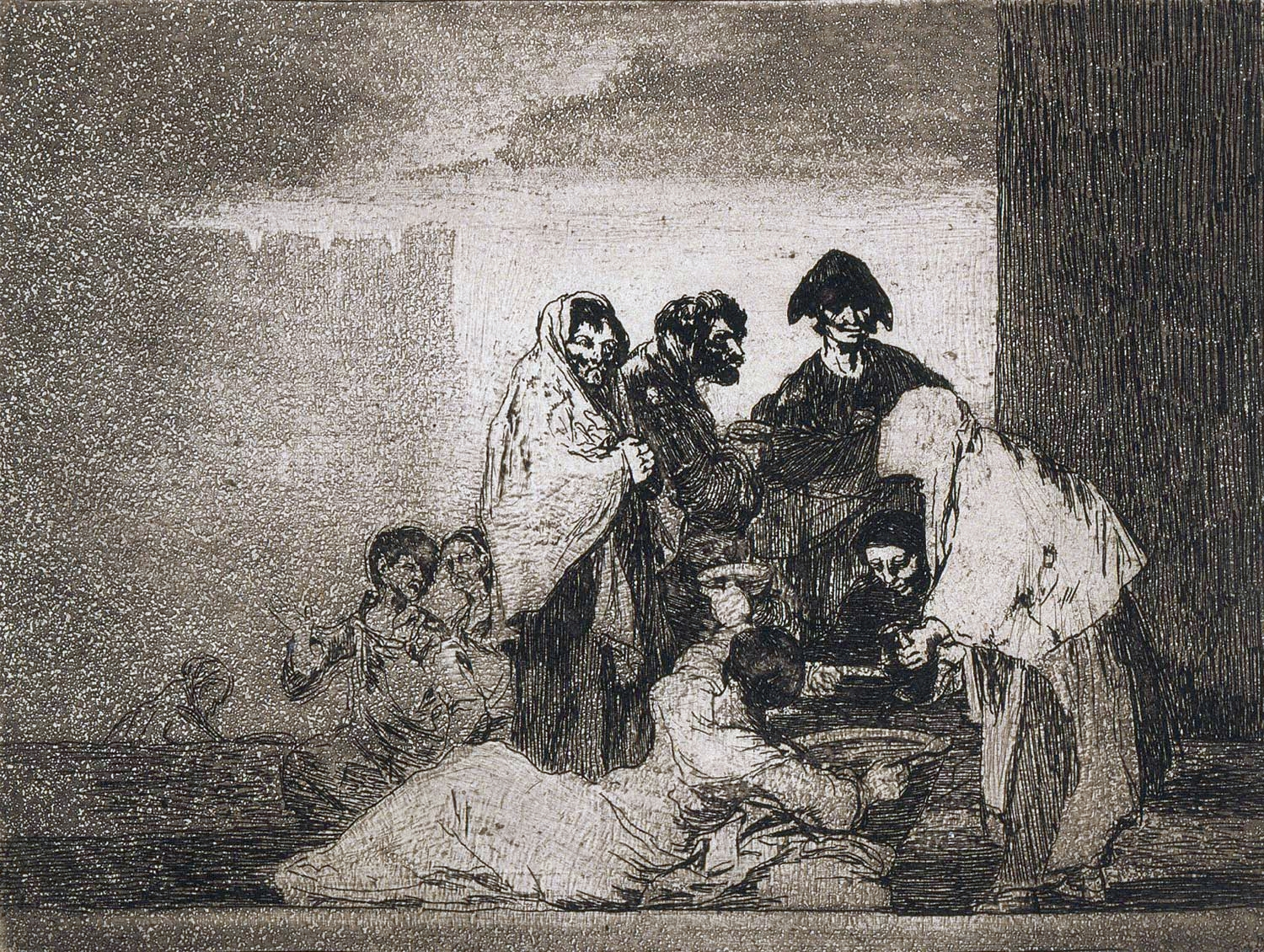
Gracias a la Almorta ("Dank der Platterbse") von Francisco Goya

Besonders die Samen sind giftig. Hauptwirkstoffe sind 1,5–2,5 % Allantoin, etwa 1,74 % Arbutin sowie das Neurotoxin β-N-Oxalyl-L-α,β-diaminopropionsäure (ODAP).
Vergiftungen, der sogenannte Lathyrismus, mit angebauten Lathyrus-Arten kamen früher häufig bei Pferden und Rindern vor. Symptome bei Pferden sind Kehlkopfpfeifen, Schreckhaftigkeit, Aufregung, spinale Lähmung, besonders der Hinterextremität. Diese Erscheinungen zeigen sich besonders bei bewegten Tieren, während ruhende Tiere einen gesunden Eindruck machen. Der Krankheitsverlauf geht über mehrere Tage und Wochen. Bei Rindern wurden Skelettveränderungen festgestellt.
Lathyrismus tritt auch beim Menschen auf, wenn er sich in überwiegend vom Mehl der Saat-Platterbsen ernährt. Werden Saat-Platterbsen dagegen zusammen mit Getreide gegessen, das reich an Schwefel-Aminosäuren ist, wird die toxische Wirkung der ODAP stark reduziert und Vergiftungen sind selten.
Klinisch manifestiert sich Lathyrismus-Neurotoxizität in Muskelspasmen, Krämpfen der Extremitätenmuskulatur und progressiver spastischer Lähmung (Parese) der Beinmuskulatur. Typisch ist der Gang, bei dem die Betroffenen faktisch von einem Bein aufs andere fallen. Gefühls- und Blasenfunktionsstörungen können ebenfalls auftreten. Gelegentlich wird ein grobschlägiger Tremor der Arme beobachtet.
Ein verheerender Ausbruch dieser Erkrankung wurde zu Beginn des 19. Jahrhunderts in Spanien beobachtet. Viele Spanier ernährten sich während der Kriege gegen Napoleon in hohem Maße von Platterbsen. Francisco Goya (1746–1828) hat die Folgen dieser Erkrankung unter anderem in seiner Radierung Gracias a la Almorta („Dank der Platterbse“) festgehalten. Lathyrismus tritt heute noch in Dürregebieten auf, wenn andere Lebensmittel rar werden. Ausbrüche in der jüngeren Vergangenheit sind unter anderem für China, Indien, Bangladesch und Äthiopien beschrieben.